# Physoglenes vivesi
Espèce
Physoglenes vivesi est une espèce d'araignées aranéomorphes de la famille des Physoglenidae.

## Distribution
Cette espèce est endémique de la région  de Valparaiso au Chili,.

## Description
Le mâle décrit par Forster, Platnick et Coddington en 1990 mesure 3,11 mm.

## Publication originale
- Simon, 1904 : Étude sur les arachnides du Chili recueillis en 1900, 1901 et 1902, par MM. C. Porter, Dr Delfin, Barcey Wilson et Edwards. Annales de la Société entomologique de Belgique, vol. 48, p. 83-114 (texte intégral).